# Stefanie Dolson
Stefanie Dolson (Goshen, Estats Units, 8 de gener de 1992) és una jugadora de bàsquet dels Estats Units campiona olímpica a Tòquio 2020 en la modalitat de Bàsquet 3x3 conjuntament amb Kelsey Plum, Allisha Gray i Jacquelyn Young.
És jugadora dels Chicago Sky de la WNBA i ha estat dues vegades WNBA All-Star, l'any 2015 i 2019.

## Palmarès olímpic
| Jocs Olímpics | Jocs Olímpics  | Jocs Olímpics | Jocs Olímpics |
| Any           | Lloc           | Medalla       | Prova         |
| ------------- | -------------- | ------------- | ------------- |
| 2021          | Tòquio ( Japó) | 1             | Bàsquet 3x3   |

## Vida personal
El 2016, Dolson es va declarar públicament membre de la comunitat LGBT.